# Halvor Birkeland
Halvor Olai Birkeland (ur. 30 października 1894 w Austevoll, zm. 26 czerwca 1971 w Bergen) – norweski żeglarz, olimpijczyk, zdobywca złotego medalu w regatach na Letnich Igrzyskach Olimpijskich w 1920 roku w Antwerpii.
Na Letnich Igrzyskach Olimpijskich 1920 zdobył złoto w żeglarskiej klasie 12 metrów (formuła 1907). Załogę jachtu Atlanta tworzyli również Henrik Østervold, Jan Østervold, Ole Østervold, Kristian Østervold, Hans Næss, Halvor Møgster, Rasmus Birkeland i Lauritz Christiansen.
Brat Rasmusa Birkelanda.